# Liga Nacional de Fútbol de Honduras 2008-09 Apertura
El Torneo Apertura 2008-2009, es el primero de dos competencias de la Liga Nacional de Fútbol de Honduras.
El Torneo Apertura 2008-2009 comenzó el 19 de julio del 2008. En la primera fecha resultaron ganadores: El Motagua, Vida, y el C.D. Marathón. Los primeros anotadores del torneo fueron: William Correia del Platense y Rubén Rivera del Motagua. Este torneo, culmina en diciembre del 2008. El campeón, obtiene el derecho de participar en el campeonato de campeones de la Concacaf.

## Clubes Apertura 2008-09
| Club           | Ciudad              | Estadio                        | Posición Clausura 2007-08 |
| -------------- | ------------------- | ------------------------------ | ------------------------- |
| Deportes Savio | Santa Rosa de Copán | Miraflores                     | 7°                        |
| Hispano F. C.  | Comayagua           | Carlos Miranda                 | 5°                        |
| C. D. Marathón | San Pedro Sula      | Estadio Olímpico Metropolitano | 2°                        |
| C. D. Motagua  | Tegucigalpa         | Nacional                       | 4°                        |
| C. D. Olimpia  | Tegucigalpa         | Nacional                       | 1°                        |
| C. D. Platense | Puerto Cortés       | Excelsior                      | 10°                       |
| Real España    | San Pedro Sula      | Estadio Francisco Morazán      | 3°                        |
| Real Juventud  | Santa Bárbara       | Argelio Sabillon               | No participó              |
| C. D. Victoria | La Ceiba            | Municipal Ceibeño              | 6°                        |
| C. D. Vida     | La Ceiba            | Municipal Ceibeño              | 9°                        |

## Calendario de partidos
| Local / Visita | SAV                       | HIS                    | MAR                      | MOT                      | OLI                                              | PLA                                 | ESP                    | JUV                    | VIC                     | VID                    |
| -------------- | ------------------------- | ---------------------- | ------------------------ | ------------------------ | ------------------------------------------------ | ----------------------------------- | ---------------------- | ---------------------- | ----------------------- | ---------------------- |
| Deportes Savio |                           | 9 de agosto (2-1)      | 17 de agosto (2-1)       | :                        | 26 de julio (0-1)                                | 5 de octubre (2-1)                  | 20 de julio (1-1)      |                        | 28 de septiembre (3-1)  | 30 de agosto (1-1)     |
| Hispano        | 19 de octubre (2-1)       |                        | 7 de septiembre (1-2)    | : 21 de septiembre (1-3) | : 14 de septiembre (3-1)                         | :                                   | :                      | 6 de agosto (2-0)      | 16 de agosto (5-3)      | 3 de agosto (2-0)      |
| Marathón       | 1 de noviembre (2-2)      | :                      |                          | 23 de agosto (4-0)       | 18 de octubre (1-0)                              | 19 de julio (2-1)                   | 27 de septiembre (0-2) | 30 de julio            | :                       | 6 de agosto (1-1)      |
| Motagua        | 7 de septiembre (0-2)     | 31 de julio (2-1)      | :                        |                          | 17 de agosto Reprogramado 11 de septiembre (2-0) | Reprogramado 23 de septiembre (1-0) | 6 de agosto (0-0)      | 28 de septiembre (2-1) | :15 de septiembre (0-4) | 5 de noviembre (1-0)   |
| Olimpia        | : 21 de septiembre (2-0)' | 20 de julio (0-0)      | 9 de agosto (0-1)        | 1 de noviembre (0-2)     |                                                  | 3 de agosto (2-2)                   | 24 de agosto (2-1)     | :                      | 4 de octubre (2-1)      | :                      |
| Platense       | 6 de agosto (1-1)         | 24 de agosto (2-2)     | : 14 de septiembre (1-2) | :                        | 28 de septiembre (1-2)                           |                                     | 19 de octubre (0-1)    | 7 de septiembre (2-1)  | 27 de julio (2-1)       | 1 de noviembre (2-0)   |
| Real España    | : 14 de septiembre (2-0)  | 30 de agosto (2-2)     | 2 de agosto (2-2)        | 4 de octubre (3-2)       | :                                                | 9 de agosto (4-0)                   |                        | 16 de agosto (3-1)     | 7 de septiembre (1-1)   | 20 de septiembre (2-0) |
| Real Juventud  | 24 de agosto (0-3)        | 5 de octubre (3-1)     | 21 de septiembre (0-1)   | 3 de agosto (1-1)        | 30 de agosto (0-0)                               | :                                   | 1 de noviembre (0-1)   |                        | 20 de julio (0-1)       | 9 de agosto (2-0)      |
| Victoria       | 2 de agosto (1-0)         | 31 de octubre (1-2)    | 30 de agosto (2-2)       | 27 de julio (0-4)        | 6 de agosto (1-1)                                | : 20 de septiembre (1-2)            | :                      | 18 de octubre (1-0)    |                         | 23 de agosto (1-0)     |
| Vida           | :                         | 28 de septiembre (1-1) | 4 de octubre (1-3)       | 9 de agosto (1-1)        | 7 de septiembre (0-1)                            | 16 de agosto (1-1)                  | 26 de julio (2-3)      | 14 de septiembre (1-2) | :                       |                        |